# Сельскохозяйственный район штата Сержипи

Сельскохозяйственный район штата Сержипи на карте.

Сельскохозяйственный район штата Сержипи (порт. Mesorregião do Agreste Sergipano) — административно-статистический мезорегион в Бразилии, входит в штат Сержипи. Население составляет 446 207 человек (на 2010 год). Площадь — 5 905,752 км². Плотность населения — 75,55 чел./км².

## Демография
Согласно сведениям, собранным в ходе переписи 2010 г. Национальным институтом географии и статистики (IBGE), население мезорегиона составляет:
| Полное население                            | Полное население                            | Полное население                            | Полное население                            | 446 207 |
| ------------------------------------------- | ------------------------------------------- | ------------------------------------------- | ------------------------------------------- | ------- |
| в том числе:                                | Городское население                         | 257 761                                     | Процент городского населения, %             | 57,77   |
|                                             | Сельское население                          | 188 446                                     | Процент сельского населения, %              | 42,23   |
|                                             | Мужское население                           | 219 569                                     | Процент мужского населения, %               | 49,21   |
|                                             | Женское население                           | 226 638                                     | Процент женского населения, %               | 50,79   |
| Плотность населения, чел/км²                | Плотность населения, чел/км²                | Плотность населения, чел/км²                | Плотность населения, чел/км²                | 75,55   |
| Население мезорегиона в % к населению штата | Население мезорегиона в % к населению штата | Население мезорегиона в % к населению штата | Население мезорегиона в % к населению штата | 21,58   |

## Состав мезорегиона
В мезорегион входят следующие микрорегионы:
1. Носа-Сеньора-дас-Дорис
2. Тобиас-Баррету
3. Агрести-ди-Итабаяна
4. Агрести-ди-Лагарту